# Rudolf Heinze (Generaldirektor)
Rudolf Heinze  (* 10. August 1932 in Leipzig) ist ein deutscher, ehemaliger Politiker der SED und Wirtschaftsfunktionär in der DDR. Er war Generaldirektor verschiedener Kombinate und von 1972 bis 1989 stellvertretender Vorsitzender der Staatlichen Plankommission der DDR.

## Leben
Heinze erlernte den Beruf des Mechanikers und begann anschließend ein Studium des Marxismus-Leninismus, welches er mit dem Diplom abschloss. 1950 trat er in die SED ein und besuchte von 1956 bis 1959 deren Parteihochschule in Potsdam-Eiche.
Von 1950 bis 1952 war Heinze Betriebsassistent im VEB Nachrichtenanlagebau in Leipzig und anschließend bis 1953 Planungsleiter im Funkwerk Kölleda in Thüringen. Von 1953 bis 1958 war er Planungsleiter im Ministerium für Maschinenbau in Ost-Berlin und wurde 1959 Generaldirektor der Vereinigung Volkseigener Betriebe (VVB) Rundfunk und Fernsehen. 1964 wechselte er in gleicher Funktion zur VVB Bauelemente und Vakuumtechnik in Erfurt.
1972 wurde Heinze stellvertretender Vorsitzender der Staatlichen Planungskommission mit Zuständigkeit für die metallverarbeitende Industrie. Er war auch DDR-Delegationsleiter bei der ständigen Kommission für Maschinenbau beim Rat für gegenseitige Wirtschaftshilfe (RGW). Zusätzlich war Heinze langjähriger Vorsitzender des Gesellschaftlichen Rats der Humboldt-Universität Berlin.
Nach dem Ende der DDR 1989 wurde die Staatliche Planungskommission aufgelöst. Heinze verlor seine Funktionen und ging in den Ruhestand.